# Peter Arundell
Peter Arundell (Ilford, Essex, 8 de novembro de 1933 – North Norfolk, 19 de janeiro de 2009) foi um automobilista britânico nascido na Inglaterra que correu na Fórmula 1 pela Lotus. 

## Início da carreira
Arundell iniciou sua carreira no automobilismo competindo em categorias menores na Inglaterra. Ele se destacou na Fórmula Júnior, tornando-se um dos pilotos mais bem-sucedidos da categoria. Em 1962, conquistou o título britânico ao vencer 18 das 25 corridas disputadas. Seu desempenho impressionante chamou a atenção de Colin Chapman, fundador da Lotus, que o contratou como piloto da equipe.

## Fórmula 1

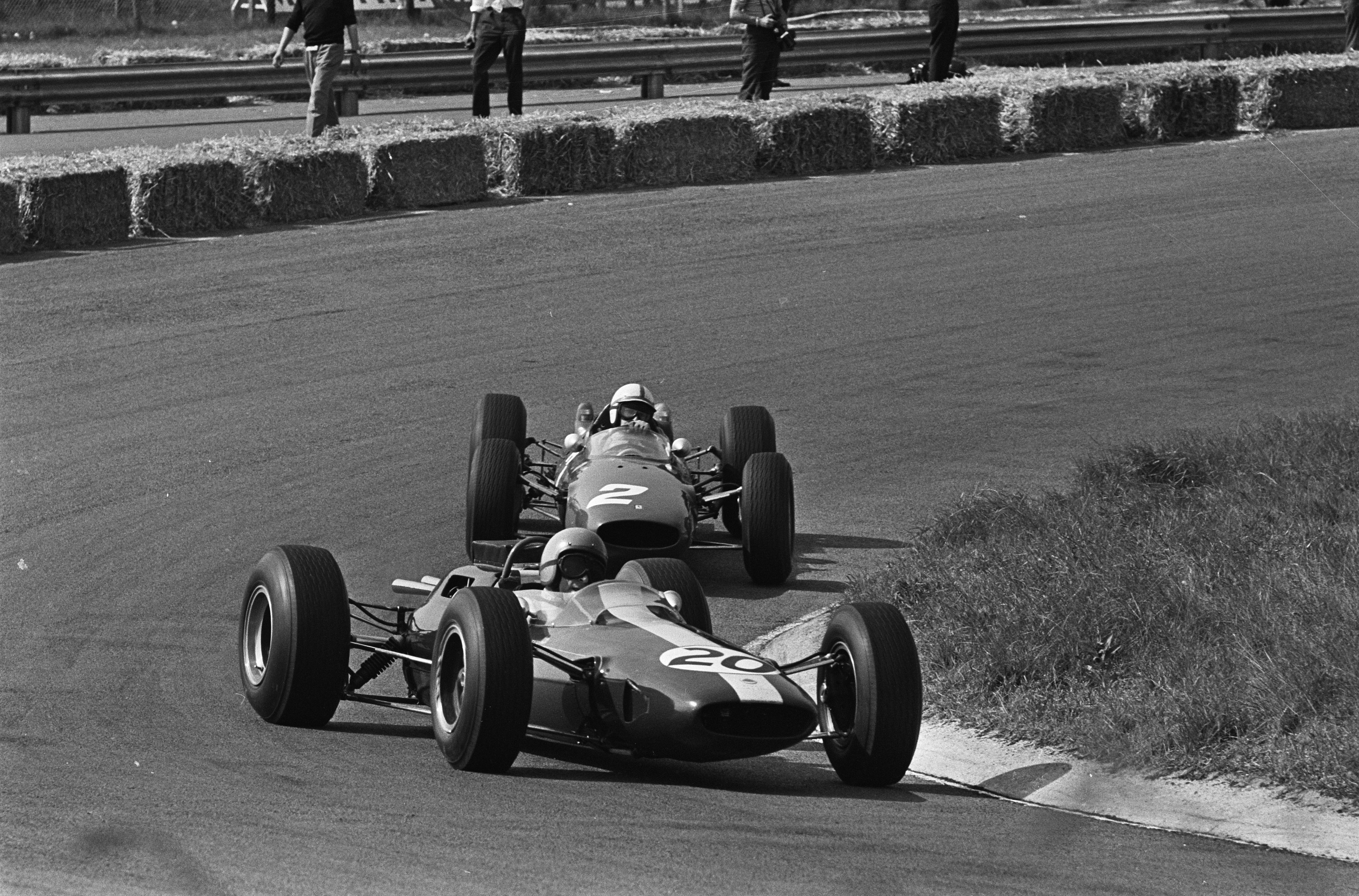
Arundell e Surtees no Grande Prêmio da Holanda de 1964

Peter Arundell fez sua estreia na Fórmula 1 no Grande Prêmio da França de 1963, correndo pela Lotus. Ele foi visto como um dos pilotos promissores da equipe e um potencial sucessor de Jim Clark. Sua melhor temporada foi a de 1964, quando conquistou dois pódios: um terceiro lugar no GP de Mônaco e outro no GP da Holanda. Ao final da temporada, terminou em 9º no campeonato.

## Acidente e afastamento
Em 1964, durante uma prova da Fórmula 2 em Reims, Arundell sofreu um grave acidente ao ser atingido por Mike Spence. O impacto causou ferimentos severos, obrigando-o a ficar afastado das competições por mais de um ano. Durante esse período, a Lotus deu oportunidade a outros pilotos, o que comprometeu seu futuro na equipe.

## Retorno e fim da carreira
Arundell retornou à Fórmula 1 em 1966, ainda na Lotus, mas não conseguiu repetir o desempenho anterior. No final da temporada, Colin Chapman optou por não renovar seu contrato. Sem perspectivas de um assento competitivo, Arundell decidiu se aposentar do automobilismo profissional.

## Vida pós-Fórmula 1
Após deixar as corridas, Peter Arundell afastou-se do automobilismo e dedicou-se a atividades empresariais. Viveu no condado de North Norfolk, onde faleceu em 2009.

## Legado
Apesar da carreira curta, Arundell é lembrado como um dos pilotos mais talentosos da Fórmula Júnior. Muitos especialistas acreditam que, sem o acidente de 1964, ele poderia ter alcançado maiores feitos na Fórmula 1.

## Estatísticas na Fórmula 1
| Ano  | Equipe | Corridas | Vitórias | Pódios | Pontos | Melhor colocação |
| ---- | ------ | -------- | -------- | ------ | ------ | ---------------- |
| 1963 | Lotus  | 1        | 0        | 0      | 0      | 9º               |
| 1964 | Lotus  | 10       | 0        | 2      | 12     | 3º               |
| 1966 | Lotus  | 2        | 0        | 0      | 0      | 11º              |